# John Hughes (ur. 1964)
John Hughes (ur. 9 września 1964 w Edynburgu) – szkocki trener piłkarski, wcześniej piłkarz.